# The Lamb (poème)
Pour les articles homonymes, voir The Lamb.
The Lamb est un poème de William Blake, paru en 1789 dans le recueil illustré Songs of Innocence.

## Description

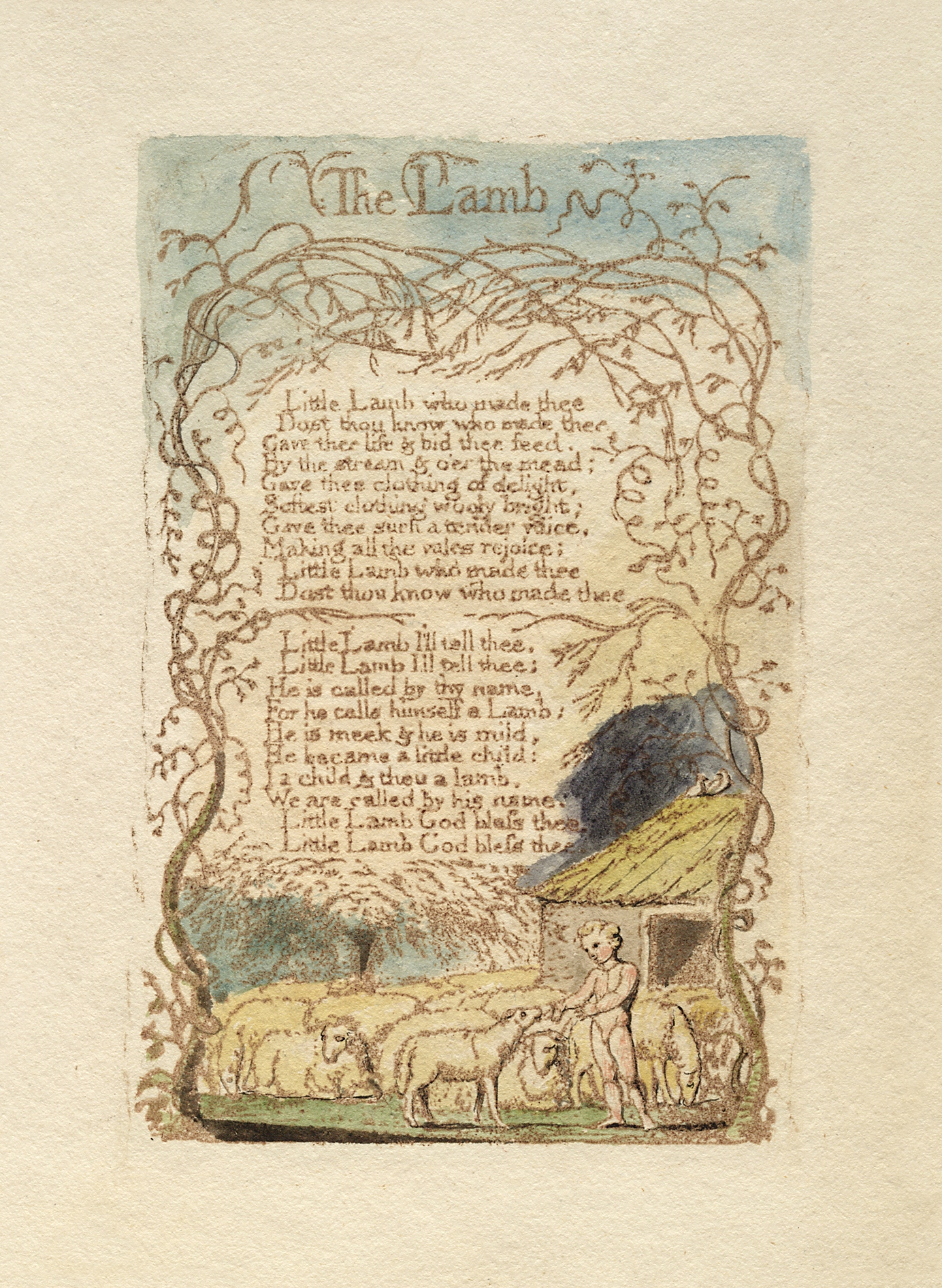
Le poème, illustré par Blake lui-même, dans le recueil Songs of Innocence.

The Lamb accompagne un autre poème du même recueil, The Tyger.
Comme dans nombre des poèmes de William Blake, The Lamb a pour thématique le christianisme. Son titre désigne Jésus-Christ, souvent nommé par métaphore « l'agneau de Dieu » (« the Lamb of God » en anglais), d'après l'Évangile selon Jean (1:29).
Le poème est essentiellement composé de rimes plates, avec pour disposition : AA BB CC DD AA AA EF GG FE AA. La mise en page est composée de deux strophes, comprenant chacune le refrain : « Little Lamb who made thee?/Dost thou know who made thee? » (traduction littérale : « Petit agneau, qui t'a créé ? / Sais-tu qui t'as créé ? »). Dans la première strophe, le narrateur demande à l'agneau l'identité de son créateur ; la réponse est apportée à la fin du poème. Il est ensuite décrit comme une créature douce pure. Dans la seconde strophe, l'agneau est comparé à l'enfant Jésus ainsi qu'au narrateur. Les deux dernières lignes révèlent l'identité du créateur : Dieu.
Comme d'autres poèmes du recueil Songs of Innoncence, The Lamb était destiné à être chanté ; la mélodie d'origine, composée par William Blake, est inconnue. Le texte a néanmoins été transposé en chanson par le compositeur britannique Ralph Vaughan Williams, qui pourtant l'a décrit ainsi : « un poème que je déteste ». The Lamb a également été mis en musique par John Tavener puis, dans les années 1970, Allen Ginsberg. Finalement, en 2003, John Rutter a intégré The Lamb dans l'Agnus Dei de la Mass of the Children.